# Olipara digitata
Olipara digitata är en insektsart som först beskrevs av Van Stalle 1987.  Olipara digitata ingår i släktet Olipara och familjen kilstritar. Inga underarter finns listade i Catalogue of Life.